# زايرابول (كبغان)
زايرابول (بالفارسية: زایرابول) هي قرية تقع في إيران في قسم كبغان الريفي. يقدر عدد سكانها بـ 40 نسمة بحسب إحصاء 2016.